# Pleissembourg
Le Pleissembourg (traduction: Château de Pleiße) est un ancien bâtiment historique situé à l'époque à la périphérie de la ville allemande de Leipzig. Le bâtiment, construit au XIIIe siècle, a été reconstruit en forteresse en 1549 et démoli en 1897. Aujourd'hui, le nouvel hôtel de ville de Leipzig se trouve sur ce site.

## Nom
Le Pleißemühlgraben (le ruisseau du moulin de Pleiße) passe devant le site, qui, à l'époque comme aujourd'hui, était parfois appelé le Pleiße. De là vient le nom du château.

## Histoire

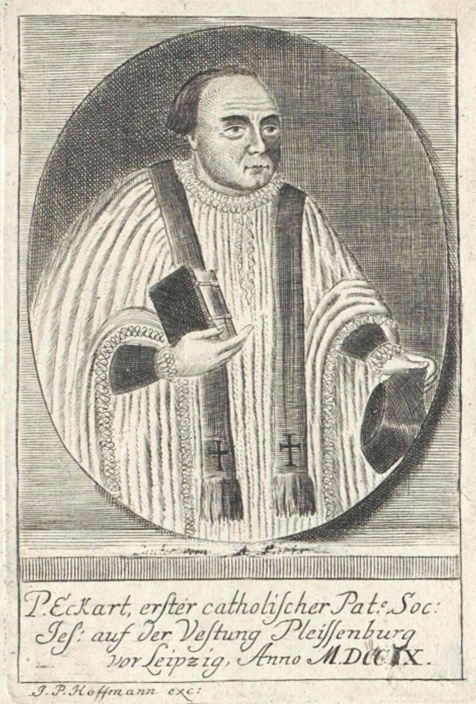
Père Heinrich Eggerth (S.J.), curé de la forteresse de Pleissembourg depuis 1709

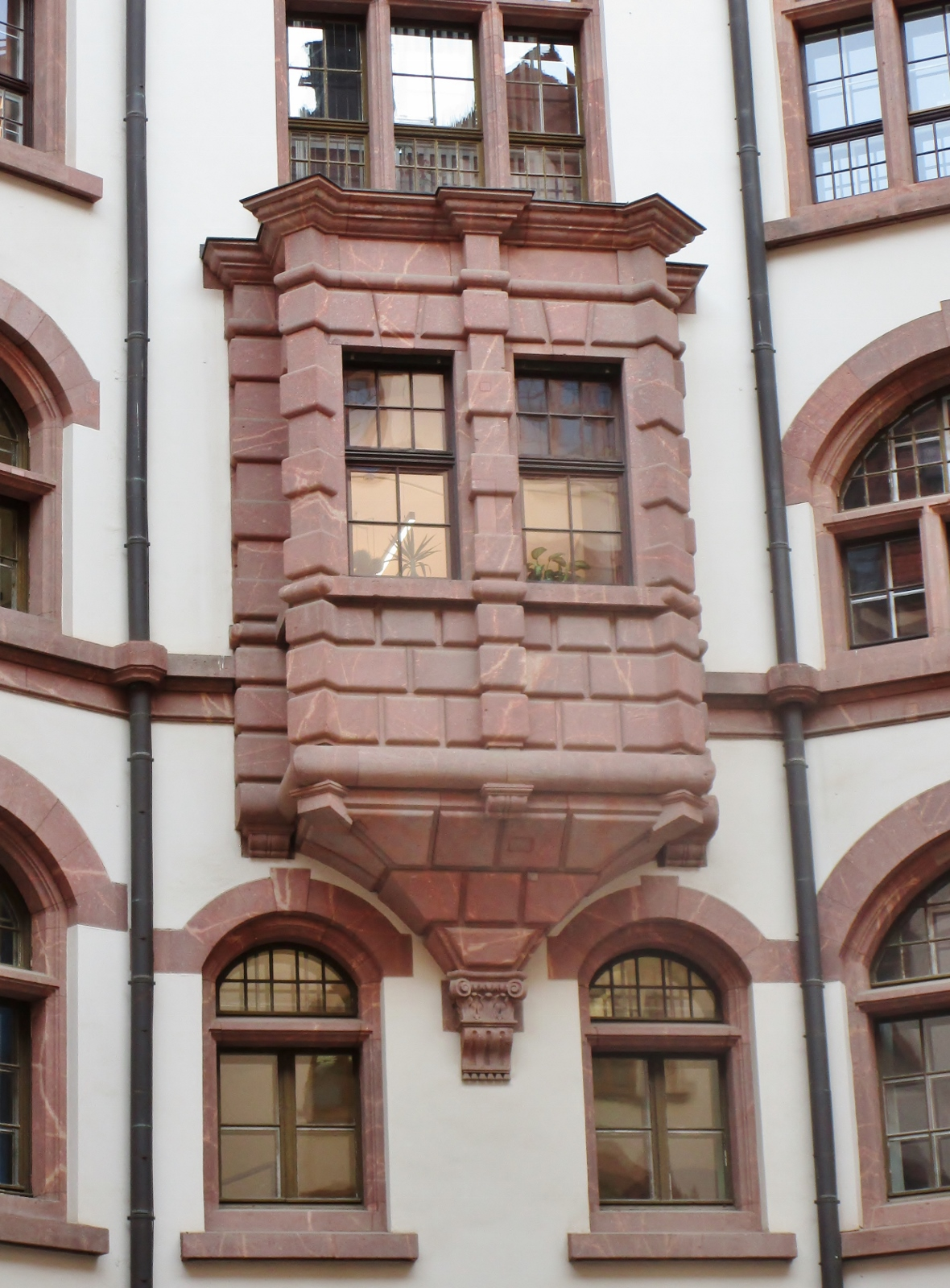
Baie vitrée Pappenheim dans la cour de la mairie (2023)

Au XIIIe siècle, le margrave Thierry Ier l'Exilé (1162-1221) fit construire un château.
Du 27 juin au 16 juillet 1519, un débat sous forme de thèses et de contrethèses y eut lieu entre Martin Luther et Johannes Eck, connu sous le nom de Disputatio de Leipzig. Martin Luther prononça le premier sermon protestant à Leipzig, à la Pentecôte 1539, dans la chapelle du château.
Après les graves destructions causées par le siège de la Guerre de Smalkalde, Maurice de Saxe (1521-1553), électeur de Saxe, fit démolir le château en 1548 et le reconstruire en forteresse triangulaire en 1549 sous la direction des travaux de Hieronymus Lotter (1497-1580). Le nouveau Pleißembourg était rattaché au système de fortification de la ville et séparé des murs principaux par ses propres douves, assumant ainsi la fonction de citadelle. Il était équipé de casemates et d'un bastion triangulaire côté terrain.
La forteresse abritait également la première église catholique de la ville après la Réforme. En 1697, l'électeur Frédéric-Auguste Ier de Saxe, dit « Auguste le Fort », (1670-1733) se convertit au catholicisme. C'est pourquoi les catholiques vivant à Leipzig ont demandé l'autorisation de fonder leur propre chapelle. En 1710, le roi chargea le commandant de la forteresse de Pleissembourg d'y installer une salle de messe. En même temps, le prêtre jésuite Heinrich Eggerth fut chargé de s'occuper de la communauté. Dans les années suivantes, les catholiques de Leipzig furent exclusivement prêtres du Sacré-Cœur de Jésus et finalement trois, puis quatre prêtres vécurent ici. Ils vivaient dans une maison en ville et étaient payés par le gouvernement.
Au cours de la guerre de Trente Ans, l'attaque de l'armée de la Ligue catholique sous Tilly contre l'électorat de Saxe commença avec la prise de Pleissembourg le 14 septembre 1631. L'attaque se termina par la lourde défaite de l'armée de Tilly à la bataille de Breitenfeld le 17 septembre contre l'armée suédo-saxonne du roi suédois Gustave II Adolphe.
Après la guerre de Trente Ans, le Pleissembourg perdit progressivement son importance militaire. En 1764, elle fut rayée de la liste des forteresses saxonnes. Il servait encore de bâtiment administratif et de caserne. De 1765 à 1790, la nouvelle Académie de dessin et d'art de Leipzig, dirigée par Adam Friedrich Oeser (1717-1799), était basée à Pleissembourg – c'est ici que le jeune étudiant Johann Wolfgang Goethe (1749-1832) apprit à dessiner auprès d'Oeser. Le naturaliste Wilhelm Gottlieb Tilesius von Tilenau y étudia également. En 1753, l'Hôtel de la Monnaie de Leipzig fut transféré dans les casemates de Pleissembourg. Elle fut fermée en 1765 car elle n'était plus nécessaire. En 1784, le chimiste Christian Gotthold Eschenbach (1753-1831) fonda le premier laboratoire de chimie de l'université à Pleissembourg.
À partir de 1794, l'Observatoire de Leipzig, construit par le directeur de l'urbanisme de Leipzig Johann Carl Friedrich Dauthe (1746-1816), se dressait au sommet de la tour Pleissembourg et était visible de loin. De 1838 à 1876, l'aile ouest servit de logement à la Königlich-Sächsische Baugewerkenschule Leipzig, fondée par Albert Geutebrück (1801-1868), issue du département d'architecture de l'Académie des beaux-arts en tant qu'établissement d'enseignement indépendant.
Avec l'inauguration de la caserne Möckern en 1875, l'utilisation militaire séculaire du Pleissembourg prit fin. En 1895, la ville de Leipzig achète le château du royaume de Saxe. La démolition de Pleissembourg a commencé en 1897 et l'actuelle Burgplatz a été construite sur certaines parties du quartier vers 1900. De 1899 à 1905, sous la direction de Hugo Licht (1841-1923), le nouvel hôtel de ville monumental fut construit. La superficie totale de tous les bâtiments de l'ancien Pleissembourg était plus grande. L'hôtel de ville et le bâtiment de la Leipziger Bank, aujourd'hui succursale de la Deutsche Bank, ont également été construits sur leur site.
De Pleissembourg, il ne reste que la tour conçue par Hieronymus Lotter comme base pour le sommet du nouvel hôtel de ville, visible de loin. La baie vitrée dite de Pappenheim de la cour intérieure de l'ancien Pleissembourg est également conservée, qui commémore le général de cavalerie impérial Gottfried Heinrich, comte de Pappenheim, décédé près de Lützen en 1632 et placé derrière cette fenêtre.

L'évolution en image
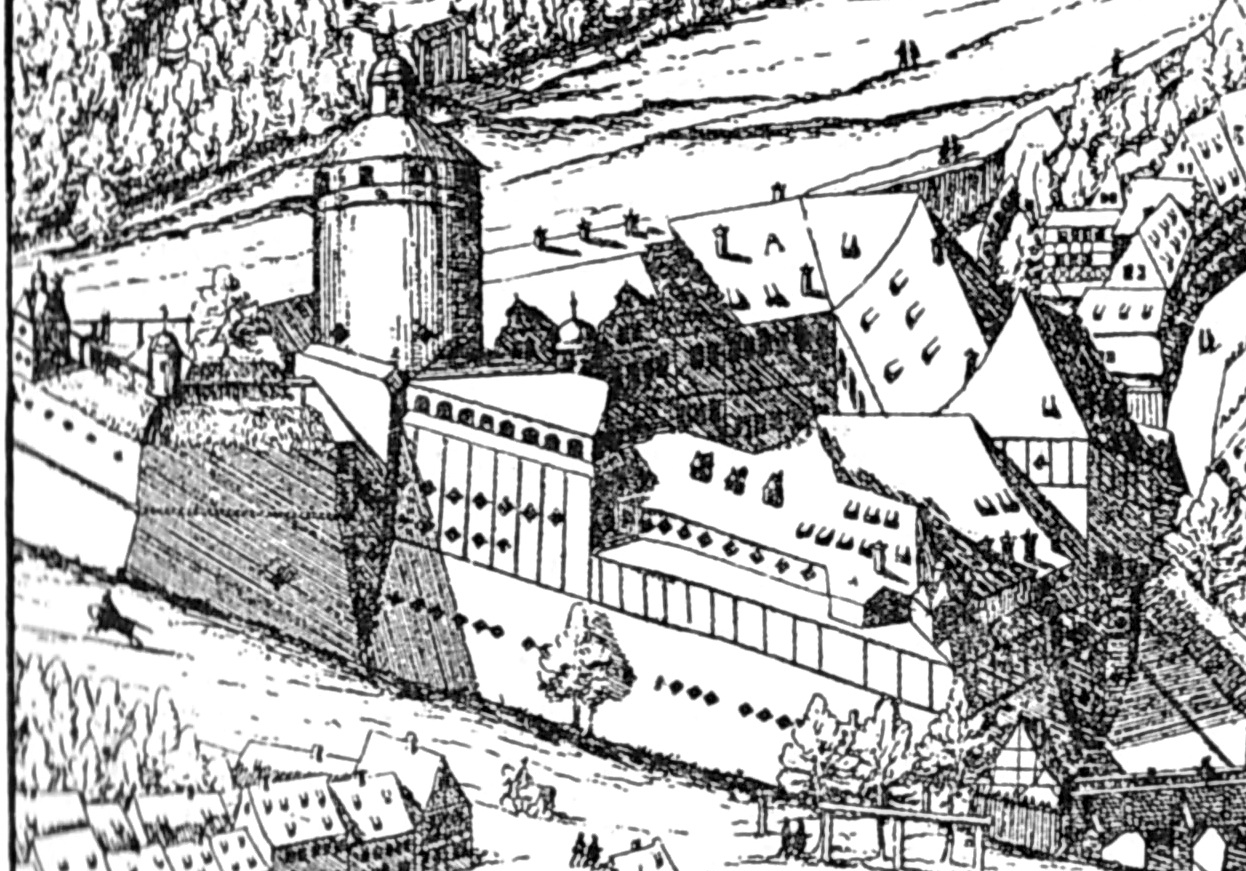
1615
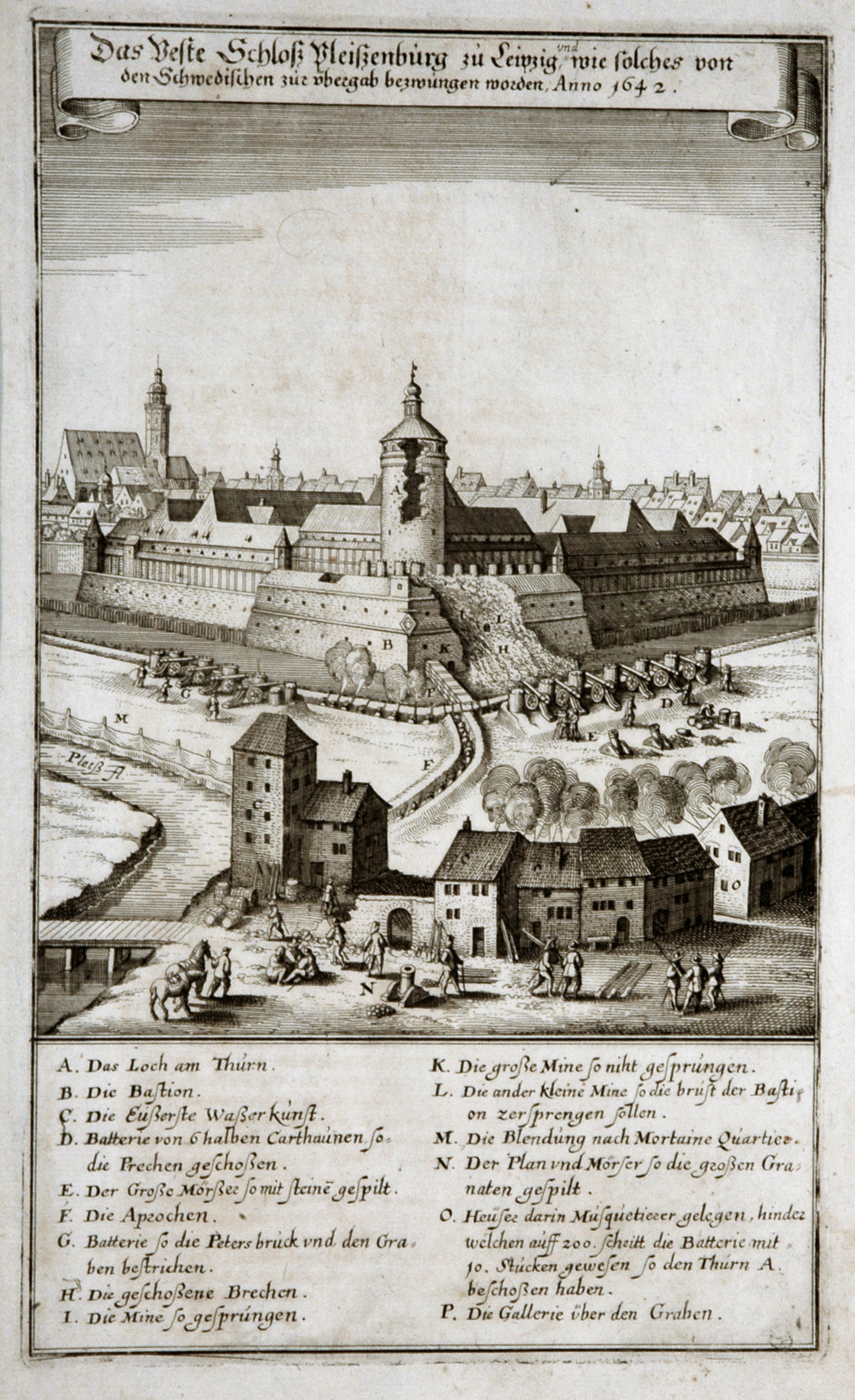
1642
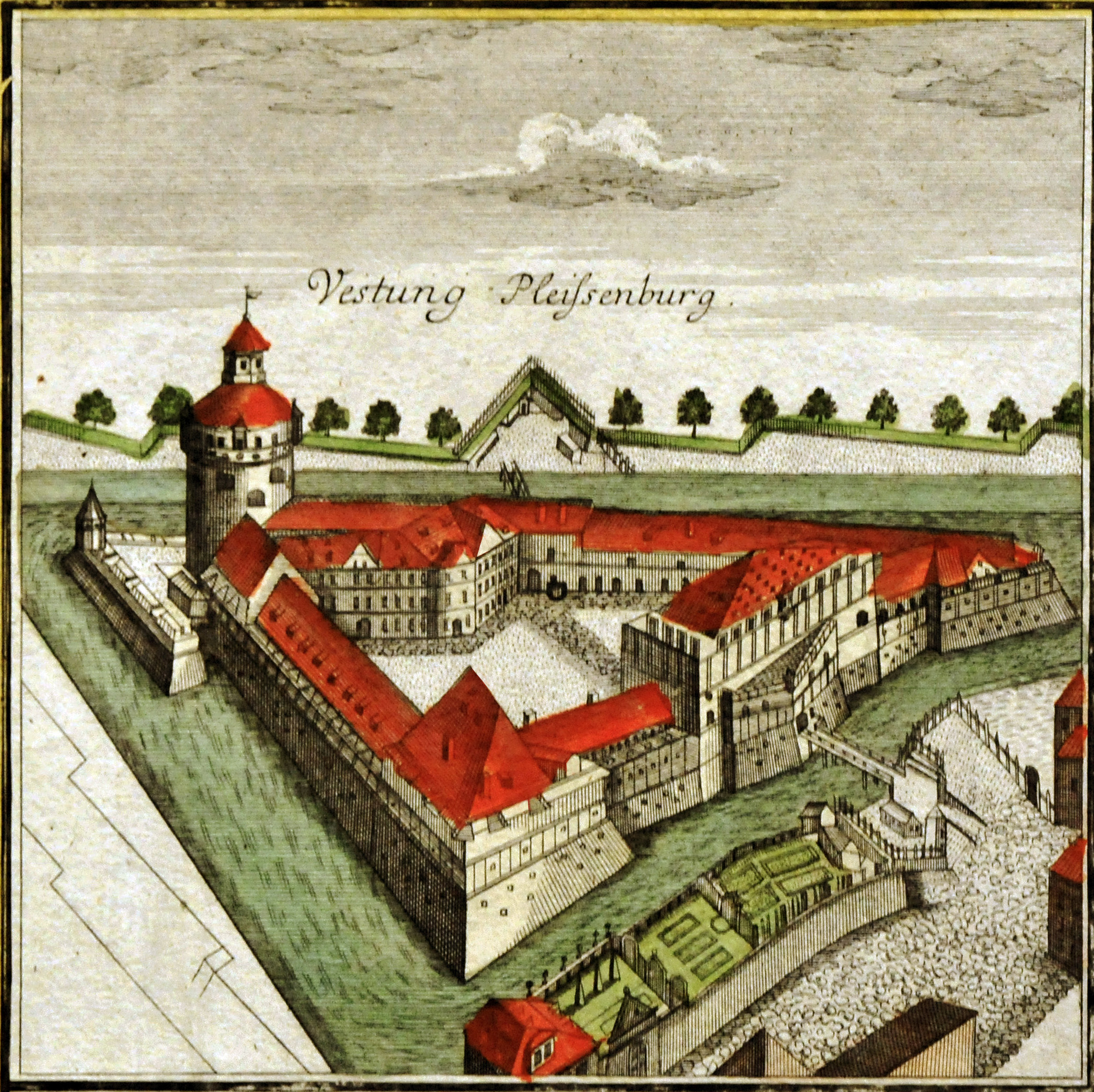
1749
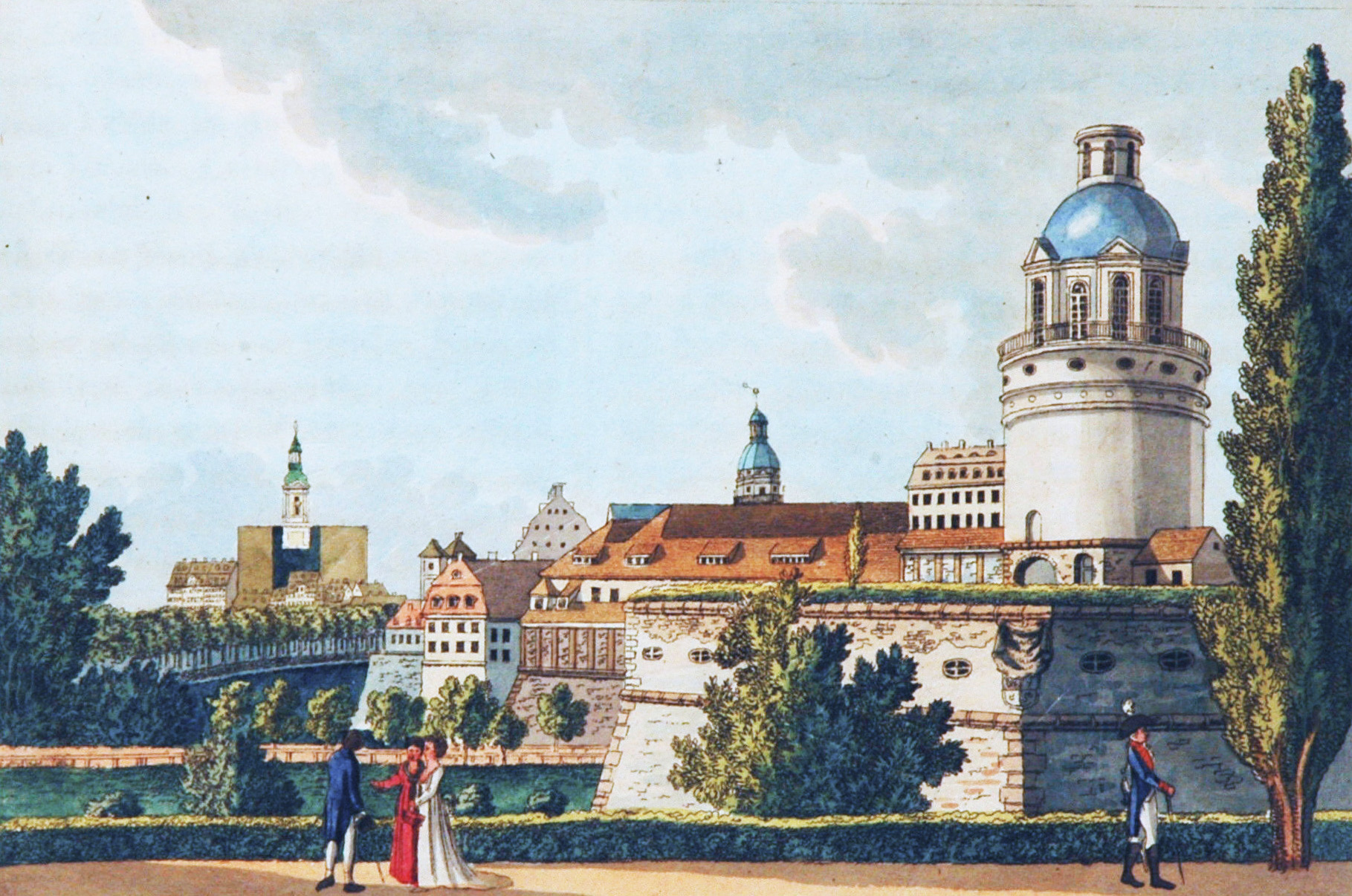
1804
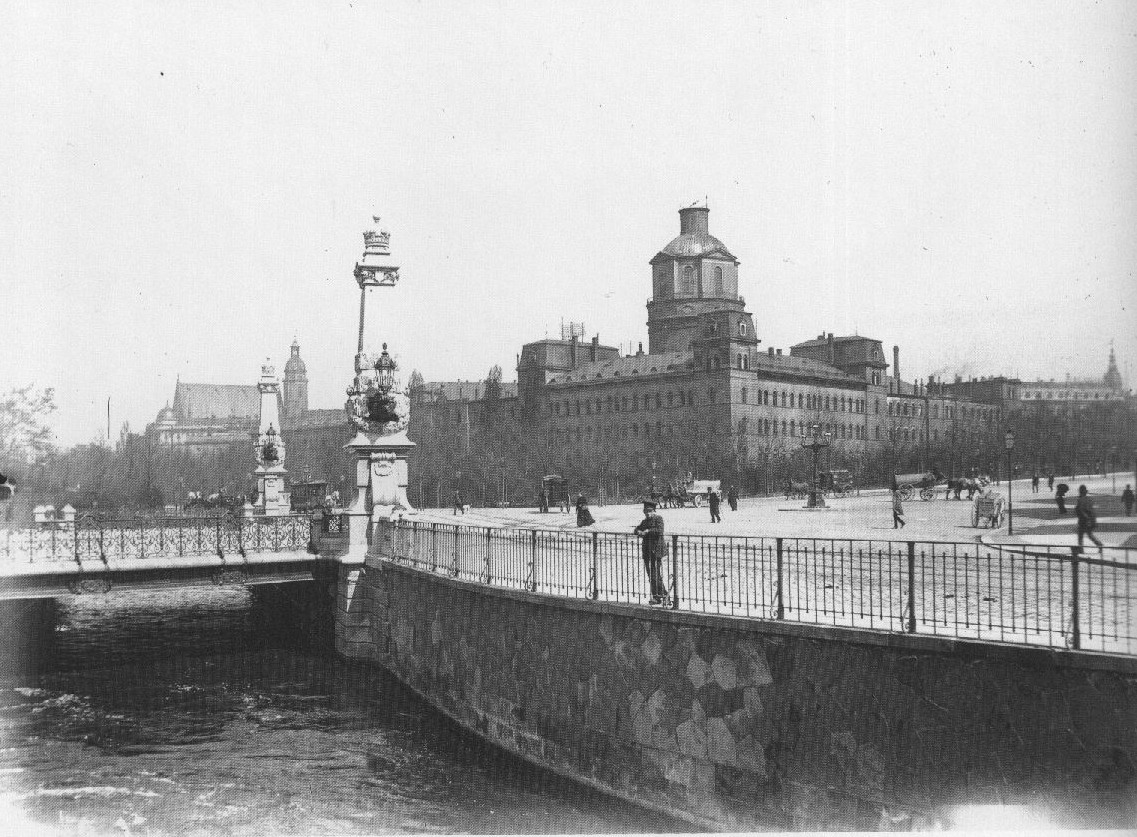
1890
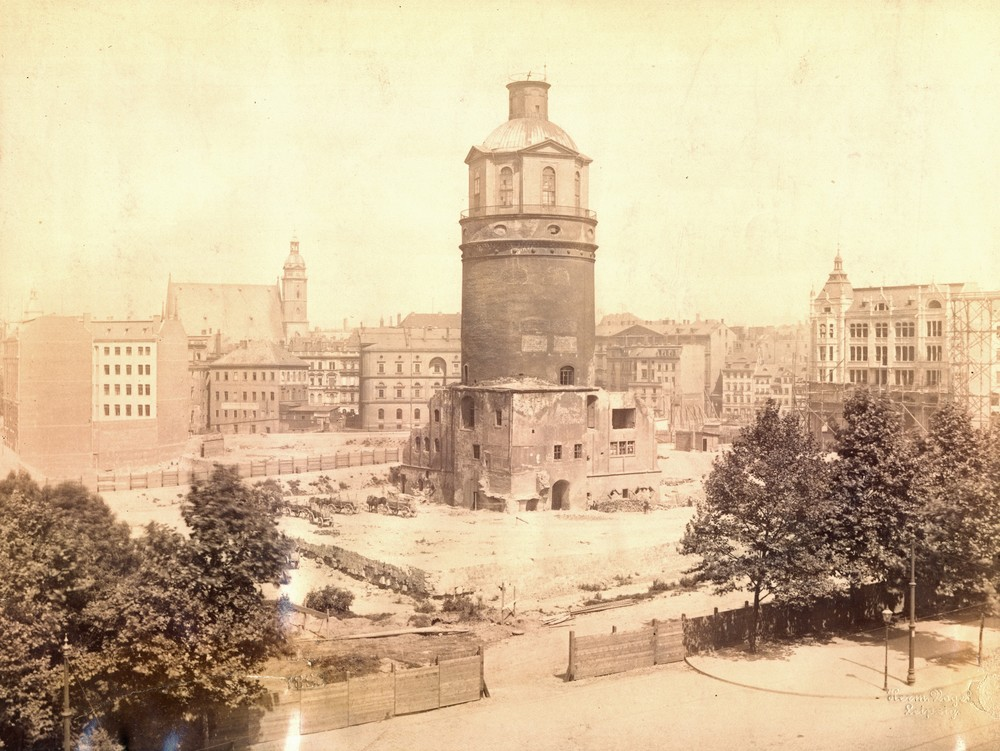
Tour lors de la démolition en 1899